# Hybomitra hunnorum
Hybomitra hunnorum är en tvåvingeart som först beskrevs av Szilady 1923.  Hybomitra hunnorum ingår i släktet Hybomitra och familjen bromsar. Inga underarter finns listade i Catalogue of Life.